# Lijst van voetbalinterlands Albanië - Nederland (mannen)
Deze lijst van voetbalinterlands is een overzicht van alle officiële voetbalwedstrijden tussen de nationale teams van Albanië en Nederland. De landen hebben tot op heden vier keer tegen elkaar gespeeld. De eerste ontmoeting, een kwalificatiewedstrijd voor het Wereldkampioenschap voetbal 1966, was op 24 mei 1964 in Rotterdam. De laatste confrontatie, een kwalificatiewedstrijd voor het Europees kampioenschap voetbal 2008, was op 12 september 2007 in Tirana.

## Wedstrijden
| № | № Int. NED | Plaats    | Datum             | Competitie           | Wedstrijd           | Uitslag |
| - | ---------- | --------- | ----------------- | -------------------- | ------------------- | ------- |
| 1 | 275        | Rotterdam | 24 mei 1964       | WK 1966 kwalificatie | Nederland − Albanië | 2 − 0   |
| 2 | 277        | Tirana    | 25 oktober 1964   | WK 1966 kwalificatie | Albanië − Nederland | 0 − 2   |
| 3 | 648        | Amsterdam | 11 oktober 2006   | EK 2008 kwalificatie | Nederland − Albanië | 2 − 1   |
| 4 | 657        | Tirana    | 12 september 2007 | EK 2008 kwalificatie | Albanië − Nederland | 0 − 1   |

## Samenvatting
| Competitie      | Totaal gespeeld | Winst Albanië | Gelijk | Winst Nederland | Doelsaldo Albanië – Nederland |
| --------------- | --------------- | ------------- | ------ | --------------- | ----------------------------- |
| WK-kwalificatie | 2               | 0             | 0      | 2               | 0 − 4                         |
| EK-kwalificatie | 2               | 0             | 0      | 2               | 1 − 3                         |
| Totaal          | 4               | 0             | 0      | 4               | 1 − 7                         |

Wedstrijden bepaald door strafschoppen worden, in lijn met de FIFA, als een gelijkspel gerekend.

## Details

### Eerste ontmoeting
| WK 1966 kwalificatie (Rotterdam, Nederland, 24 mei 1964): |       |         |
| Nederland                                                 | 2 – 0 | Albanië |
| Daan Schrijvers 48' (pen.) Bennie Muller 52'              | goals |         |

### Tweede ontmoeting
| WK 1966 kwalificatie (Tirana, Albanië, 25 oktober 1964): |       |                                      |
| Albanië                                                  | 0 – 2 | Nederland                            |
|                                                          | goals | 2' Hennie van Nee 87' Frans Geurtsen |

### Derde ontmoeting
| EK 2008 kwalificatie (Amsterdam, Nederland, 11 oktober 2006): |       |                   |
| Nederland                                                     | 2 – 1 | Albanië           |
| Robin van Persie 14' Nevil Dede 41' (e.d.)                    | goals | 67' Debatik Curri |

### Vierde ontmoeting
| EK 2008 kwalificatie (Tirana, Albanië, 12 september 2007): |       |                          |
| Albanië                                                    | 0 – 1 | Nederland                |
|                                                            | goals | 90' Ruud van Nistelrooij |